# Едгар Рајт
Едгар Рајт (енгл. Edgar Wright; 18. април 1974) британски је режисер, продуцент, сценариста и глумац.
Најпознатији је по филмовима из тзв. Корнето трилогије - Шон живих мртваца, Пандури у акцији и Свршетак света у којима главне улоге тумаче Сајмон Пег и Ник Фрост.
Године 2010. се појавио као режисер, продуцент и један од сценариста филма Скот Пилигрим против целог света са Мајклом Сером у главној улози.
Заједно са Џоом Корнишем и Стивеном Мофатом, написао је сценарио за анимирани филм Пустоловине Тинтина: Тајна једнорога у режији Стивена Спилберга.

## Филмографија

### Филм
| Година | Филм                                 | Појављује се као | Појављује се као | Појављује се као | Појављује се као |
| Година | Филм                                 | Режисер          | Писац            | Продуцент        | Глумац           |
| ------ | ------------------------------------ | ---------------- | ---------------- | ---------------- | ---------------- |
| 1994   | За шаку прстију                      | Да               | Да               | Да               | Да               |
| 2004   | Шон живих мртваца                    | Да               | Да               |                  | Да               |
| 2005   | Земља живих мртваца                  |                  |                  |                  | Да               |
| 2005   | Аутостоперски водич кроз галаксију   |                  |                  |                  | Да               |
| 2007   | Пандури у акцији                     | Да               | Да               |                  | Да               |
| 2007   | Рамбов син                           |                  |                  |                  | Да               |
| 2007   | Грајндхаус: Немој                    | Да               |                  |                  |                  |
| 2010   | Скот Пилигрим против целог света     | Да               | Да               | Да               |                  |
| 2011   | Напад на блок                        |                  |                  | Да               |                  |
| 2011   | Пустоловине Тинтина: Тајна једнорога |                  | Да               |                  |                  |
| 2012   | Туристи                              |                  |                  | Да               |                  |
| 2013   | Свршетак света                       | Да               | Да               |                  | Да               |